# بتولیا (سانتاندر)
بتولیا (انگلیسی: Betulia, Santander) نام یک منطقه مسکونی در کلمبیا است.